# キテラス
株式会社キテラス（英: Qteras, Inc.）は、かつて存在した日本のIT関連企業である。

## 概要
ドワンゴがniconico事業のコンシューマーエレクトロニクス分野におけるサービス企画開発業務の更なる強化を目的として、ニコニコ事業本部のコンシューマーエレクトロニクス事業部を分社化する形で設立。代表はコンシューマーエレクトロニクス事業部長であり、実質開発総指揮の名でニコニコ動画の立ち上げに携わった鈴木慎之介が就任した。
社名の由来は、日本語の「奇を衒（てら）う」をもじったものであるという。また頭文字の「Q」はPCなどの電源マークをモチーフにしている他、高い品質にこだわりたいという想いからクオリティ（Quality）という意味も込められているという。
2014年6月26日、親会社のドワンゴ取締役会にてKADOKAWAとの経営統合をした後のグループ運営を見据えて、意思決定のスピード化と経営資源の最適化を目的に同年10月1日を有効日としてドワンゴを存続会社とし、ドワンゴコンテンツ・ドワンゴモバイルと共に吸収合併することが決議された。これに伴い設立後、約2年半を以て解散されることとなった。

## 沿革
- 2012年（平成24年）
  - 1月1日 - ドワンゴ ニコニコ事業本部内にコンシューマーエレクトロニクス事業部として設立。
  - 2月24日 - 会社法人登記。
  - 4月1日 - 浜町にて営業開始。
  - 5月7日 - 東京都渋谷区恵比寿に移転。
- 2013年（平成25年）7月16日 - 東京都中央区銀座 歌舞伎座タワーに移転。
- 2014年（平成26年）10月1日 - ドワンゴに吸収合併されることにより、解散。

## 商品
- [2011年（平成23年）12月17日 -  ソニー・コンピュータエンタテインメント PlayStation Vita『ニコニコ』リリース ※ドワンゴから業務移管
- 2012年（平成24年）
  - 6月29日 - ソニー・コンピュータエンタテインメント PlayStation Vita『NicoNico』(北米版)
  - 9月25日 - パナソニック〈ビエラ『ニコニコ動画＆生放送アプリ』
  - 9月27日 - ソニー〈ブラビア『ニコニコ動画アプリ』
  - 12月8日 - 任天堂 Wii U『ニコニコ』
- 2013年（平成25年）
  - 11月14日 - ソニー・コンピュータエンタテインメント PlayStation Vita TV 『ニコニコ』
  - 12月2日 - NTT西日本 光BOX＋ 『ニコニコ～動画・生放送～』
- 2014年（平成26年）
  - 1月16日 - ソニー・コンピュータエンタテインメント PlayStation Vita & PlayStation Vita TV『NicoNico』(台湾香港版)
  - 2月14日 - 任天堂 ニンテンドー3DS『ニコニコ』
  - 8月12日 - ソニー〈ブラビア〉『niconico』 ※リニューアル

## イベント
- 2012年（平成24年）4月26日 - ニコニコ超会議 内企画「ニコニコ超未来開発」商品出展
- 2013年（平成25年）
  - 4月26日 - ニコニコ超会議2内企画「ニコニコ超未来開発」商品出展
  - 7月 - ニコニコ町会議ツアー2013内企画「ニコニコカー神社（PS Vita）」開催
- 2014年（平成26年）4月26日 - ニコニコ超会議3内企画「幕張超スレマラソン」開催 & 「超時空ニコニコ研究所」商品出展

## 受賞歴
- 2012年（平成24年）
  - 10月1日 - グッドデザイン賞2012  (PS Vita「ニコニコ」)
  - 12月3日 - PlayStation Awards 2012 PlayStation Store特別賞
- 2013年（平成25年）10月1日 - グッドデザイン賞2013 (Wii U「ニコニコ」)